# Reserva comunal Amarakaeri
La Reserva Comunal Amarakaeri se encuentra ubicada políticamente en los distritos de Fitzcarrald, Manu, Madre de Dios y Huepetuhe, provincia de Manu, Departamento de Madre de Dios, en el Perú.

## Establecimiento
Se establece como Reserva Comunal Amarakaeri el 9 de mayo de 2002, mediante Decreto Supremo N.º 031-2002-AG, antes categorizada como zona reservada Amarakaeri (D.S. N.º 5028-2000-AG).

## Extensión
La Reserva Comunal Amarakaeri tiene una extensión de 402.335,62 ha y un perímetro de 498,88 km.

## Clima
El clima varía de semicálido muy húmedo a cálido húmedo. Los rangos de temperatura fluctúan entre los 23,1 y 28,5 °C, en las partes más altas, y desde 25 hasta 38 °C, en las partes bajas. La zona se caracteriza por presentar un fuerte descenso de las temperaturas mínimas, hasta 8 °C en los meses de junio y julio, fenómeno llamado “friaje” originado por vientos polares que suben bordeando la cordillera de los Andes.

## Actualidad
En la actualidad se viene culminado importantes proyectos de desarrollo productivo, uno de ellos es el impulsado por el Programa de las Naciones Unidas para el Desarrollo PNUD y la Federación Nativa del Río Madre de Dios y Afluentes FENAMAD, mediante el Proyecto “Conservación y Uso Sostenible de la Biodiversidad de la Reserva Comunal Amarakaeri y en las tierras indígenas Aledañas, el cual vino implementándola capacidad operativa de la RCA para poder cumplir con sus objetivos como ANP.
Además por medio del  proyecto: Fortalecimiento de la Gestión de las áreas Naturales protegidas influenciadas por el corredor vial, proyecto con código SNIP N.º PROG-047-2005 se viene contribuyendo al fortalecimiento de la capacidad institucional y técnica de planificación promoción, supervisión, vigilancia  y fiscalización de las entidades  del sector público nacional y regional con responsabilidad en el manejo, prevención y mitigación de los impactos ambientales y sociales indirectos generados por la construcción y operación de la carretera vial Interoceánica Sur.